# 練習曲作品10-12 (ショパン)
フレデリック・ショパンの練習曲作品10-12（れんしゅうきょくさくひん10-12、仏: Étude op.10 nº12 英: Etude Op.10,No.12）ハ短調は『革命のエチュード』として知られるピアノ独奏のための作品。1831年頃に書かれた。最初の練習曲集（作品10）の12番目として出版され、友人フランツ・リストに献呈された。

## 歴史
この練習曲は11月蜂起における1831年のロシアによるワルシャワ侵攻にほぼ同じくして公表された。ショパンは肉体的もろさのため暴動に参加することはできず、その怒りの感情を代わりにそのとき作曲した多くの作品にぶつけたとされる。その中で最も注目に値するのが、この革命のエチュードであり、失敗に終わったポーランドのロシアに対する革命が終結したとき、ショパンは「これは私に多くの痛みを残した。それを分かっていたのかもしれない!」と泣いたと伝えられている。

## 技術
左手のアルペジョと滑らかなポジションチェンジの練習である。右手はユニゾンによるメロディーを忙しい左手の上で情緒を含んで歌い聞かせる技術を要する。
全般を通じて左手は高速で激しい和声的な短音階の上行下行が繰り返される点が特徴的である。中間部は転調を繰り返しながら色彩感の豊かなパッセージが繰り広げられる。
コーダは叙情的に始まりつつ短い静寂のあと激しい両手のユニゾンによる下降で重々しく終止する。短い曲ながら十分な構成美も持っている。
また、左手のパッセージは速いものの、それほど難しいポジションチェンジは存在しないので、ショパンの練習曲作品10、作品25の中では演奏は難度が高い方ではないという見解もある。

## 影響
この曲は同じ調で書かれたベートーヴェンのピアノソナタ第32番ハ短調を暗示させる。この曲の77～81小節と、ショパンが大いに感嘆したことで知られているベートーヴェンのピアノソナタ第32番の第1楽章（150～152小節）が類似している。

## その他
- 19世紀チェコのピアニストで作曲家のアレクサンダー・ドライショクは、彼のコンサートの観客の一人が、通常の速度で左手の16分音符パッセージをオクターブで演奏したというのを聞き、自身もその演奏をする方法を学んだ。練習を始めてからその超人的ともいえる技術的問題を克服するまで、一日あたり16時間練習したといわれている。
- 音楽理論家ハインリヒ・シェンカーは、自身の「シェンカー理論」における楽曲分析の例として、この曲の詳細な和声分析を行っている。Heinrich Schenker - Five Graphic Music Analyses は安価な楽譜で有名なDover社より英訳が出ており現在も入手可能。序文のほかは極力言葉による説明を省いた五線譜によるグラフィカルな分析であり、ドイツ語・英語に堪能ではない者でも容易に読むことができる。
- 音楽ゲーム「beatmania IIDX 7th style」 & 「DDRMAX2」 - BEMANIアーティストのNAOKIとdj TAKAにより、ONE MORE EXTRAの楽曲の『革命』としてアレンジされた。
- 女性アイドルグループBerryz工房の楽曲ジリリ キテルのイントロと間奏にこの曲の主題が使用されている。
- 日本の音楽ユニットであるALI PROJECTの楽曲「密林ヨリ応答セヨ」のAメロ、サビに引用されている。